# Alessandro Abondio
Alessandro Abondio (1570 circa – Monaco di Baviera, 1651 circa) è stato un medaglista, ceramista e incisore italiano.

## Biografia
Figlio dello scultore e modellatore Antonio Abondio, originario di Ascona.
La sua formazione artistica sia come ceramista, sia come modellatore in cera e incisore fu guidata dal padre.
Ha prestato servizio a Innsbruck, presso la corte viennese, dove i nobili e membri della famiglia degli Asburgo, Rodolfo II e Mattia, furono tra i suoi clienti, e successivamente a Praga dal 1606.
Negli anni seguenti si trasferì nel 1614 a Norimberga e alla corte in Baviera dal 1619, nella quale lavorò come medaglista.
A Monaco di Baviera sposò la figlia del compositore Orlando di Lasso.
Successivamente lavorò per l'elettore Massimiliano I, dopodiché soggiornò per un triennio a Vienna, dal 1628-1631, e infine ad Augsburg nel 1635.
I suoi lavori sono conservati al Museo nazionale bavarese di Monaco di Baviera, al Victoria and Albert Museum di Londra, al Kunsthistorisches Museum di Vienna, in quello di Padova, di Dresda e di Kremsmünster.
Gli sono state attribuite 36 medaglie, raffiguranti personaggi austriaci e boemi, di buona fattura per l'accuratezza del modellato ed il gusto decorativo, vicine per stile a quelle contemporanee.